# Međunarodni savjet za muzeje
Međunarodni savjet za muzeje (ICOM, eng.The International Council of Museums) je međunarodna neprofitna organizacija posvećena očuvanju, unapređenju i komunikaciji svjetske prirodne i kulturne baštine, materijalne i nematerijalne. Osnovana je 1946. godine i ima konstitutivan status unutar UN-ova Ekonomskog i socijalnog vijeća (ECOSOC).
Organizaciju čine muzeji i muzejski stručnjaci iz 150 država svijeta, a sve aktivnosti organizirane su unutar 117 nacionalnih i 30 međunarodnih odbora. U organizaciji ICOM-a svake godine održava se 18. svibnja Međunarodni dan muzeja. 

## Vanjske poveznice
- Službene stranice